# René David
René David (Parigi, 12 gennaio 1906 – Le Tholonet, 26 maggio 1990) è stato un giurista francese; è ritenuto uno dei massimi esperti, se non proprio il padre del diritto comparato del secondo Novecento ed uno dei pochi giuristi di fama planetaria.

## Biografia
Il padre, cui David attribuì grande influenza su di sé nell'opera autobiografica Les avatars d'un com-paratiste, era anch'egli un giurista che dal Giura era giunto a Parigi, divenendo amministratore giudiziario presso il Tribunale Civile della Senna; nella stessa opera si definì originario di un contesto "francese al 100%", cattolico ma senza fanatismo, tradizionalista ma liberale, unito dallo stesso senso del dovere e dalla stessa concezione della vita.
Nel 1929, appena ventitreenne, divenne docente di giurisprudenza all'Università di Grenoble, ruolo che mantenne per 10 anni, sino al 1939. Durante la seconda guerra mondiale fu arruolato nell'Armée française e rimase gravemente ferito. Al suo rientro, nel 1945, divenne docente di diritto comparato all'Università di Parigi, incarico che ebbe sino al 1968, quando a seguito del Maggio francese decise di trasferirsi all'Università di Aix-Marseille, a Aix-en-Provence. In quest'ultima proseguì la sua carriera sino all'andata in pensione nel 1976.

## Onorificenze
- Ha ricevuto diplomi di laurea honoris causa da diversi atenei di più Paesi, ad esempio dalle università di Edimburgo, Bruxelles, Ottawa, Basilea, Leicester e Helsinki.
- Ha ricevuto nel 1976 il premio Erasmo.

## Opere
- (FR)  1929: La protection des minorités dans les sociétés par actions, Librairie du Recueil Sirey, Parigi
- (FR)  1947: Cours de législation civile, Les cours de droit, Parigi
- (FR)  1948: Introduction à l'étude du droit privé de l'Angleterre, Recueil Sirey, Parigi
- (FR)  1950: Traité élémentaire de droit civil comparé: introduction à l'étude des droits étrangers et à la méthode comparative, R. Pichon, R. Durand-Auzias, Parigi
- (FR)  1952: French bibliographical digest. Law: books and periodicals, Ambassade de France, Nuova York
- (FR)  1954: Le droit soviétique, con John N Hazard, Librairie générale de droit et de jurisprudence, Parigi, in 2 voll.
- (EN)  1955: French law, Diocesan press, Madras
- (EN)  1958: The French legal system. An introduction to civil law systems, con Henry P De Vries, Oceana Publications for Parker School of Foreign and Comparative Law, Columbia University, Nuova York
- (FR)  1960: Le Droit français, con Philippe Ardant, Librairie générale de droit et de jurisprudence, Parigi
- (FR)  1960: Le droit français. Principes et tendances du droit français, Librairie générale de droit et de jurisprudence, Parigi
- (FR)  1962: Cours de droit civil comparé, Les Cours de droit, Parigi
- (FR)  1964 Les grands systèmes de droit contemporains, Dalloz, Parigi, ISBN 978-2247013791
- (FR)  1964: Bibliographie du droit français, 1945-1960, établie pour le Comité international pour la documentation des sciences sociales sous le patronage de l'Association internationale des sciences juridiques, avec l'International Committee for Social Sciences Documentation, Parigi, Mouton
- (EN)  1967: Administrative contracts in the Ethiopian civil code, Ministère de la Justice, Addis Ababa
- (EN)  1968: Major legal systems in the world today, con John E. C. Brierley, Londra
- (EN)  1972: French law. Its structure, sources, and methodology, State University Press, Baton Rouge, ISBN 978-0807102480
- (FR)  1973: Les Contrats en droit anglais, con Françoise Grivart de Kerstrat, Librairie de Droit et de Jurisprudence R. Pichon e R. Durand-Auzias, Parigi
- (EN)  1974: Structure and the divisions of the law, Mouton, L'Aia
- (EN)  1975: International encyclopedia of comparative law, con l'International Association of Legal Science, M. Nijhoff, L'Aia, ISBN 978-9024727872
- (FR)  1977: Unification du droit et arbitrage, Kluwer, Deventer, ISBN 978-9026809224
- (EN)  1980: English law and French law. A comparison in substance, Stevens and Sons, Londra, ISBN 978-0420457509
- (FR)  1982: Le droit comparé. Droits d´hier, droits de demain, Parigi, ISBN 2717805605
- (FR)  1982: Les avatars d´un com-paratiste, Parigi, ISBN 2-7178-0511-7
- (FR)  1987: Le droit du commerce international. Réflexions d´un comparatiste sur le droit international privé, Parigi, ISBN 2-7178-1322-5
- (FR)  1995: Le droit anglais, con Xavier Blanc-Jouvan, Presses universitaires de France, Parigi, ISBN 978-2130519102